# شوهي فوكا
شوهي فوكا (باليابانية: 深井 脩平) (مواليد 20 يوليو 1993)، هو لاعب كرة قدم ياباني سابق كان يلعب كمدافع.

## وصلات خارجية
- شوهي فوكا على موقع رابطة كرة القدم اليابانية للمحترفين (اليابانية)
- شوهي فوكا على موقع قاعدة بيانات كرة القدم.إي يو (الإنجليزية)
- شوهي فوكا على موقع Soccerway.com (الإنجليزية)
- شوهي فوكا على موقع عالم كرة القدم.نت (الإنجليزية)